# 岩瀬聡
岩瀬 聡（いわせさとし、1974年9月17日 - ）は、日本の警察官僚。鹿児島県警察本部長。

## 来歴
東京都出身。京都大学総合人間学部を卒業後、1999年 (平成11年)、警察庁に入庁。
入庁後、茨城県警察本部刑事部捜査第二課長、在ベトナム日本国大使館一等書記官、警察庁長官官房企画官兼総務課理事官、警視庁警備部警備第一課長、警察庁長官官房人事課監察官などを歴任。
2020年9月16日、内閣官房長官秘書官事務取扱 (加藤勝信官房長官・松野博一官房長官)に就任。
2022年10月3日、警察庁交通局交通規制課長に就任。
2024年11月5日、鹿児島県警察本部長に就任し、信頼回復のために再発防止策を着実に進めていくと述べた。

## 略歴
- 1999年4月-   警察庁入庁[1]
- 2004年7月-   オレゴン大学留学[6]
- 2006年8月-   茨城県警察本部刑事部捜査第二課長[10]
- 2007年9月-   警察庁交通局交通規制課課長補佐[11]
- 2009年6月-   警察庁長官官房総務課課長補佐[6]
- 2012年7月-   在ベトナム日本国大使館一等書記官[6]
- 2015年
  - 8月-         警察庁長官官房国際課理事官[6]
  - 12月-       警察庁長官官房企画官兼総務課理事官[6]
- 2017年12月 警視庁警備部警備第一課長[12]
- 2019年1月-   警察庁長官官房人事課監察官[13]
- 2020年9月-   警察庁警備局付(内閣官房長官秘書官事務取扱 (加藤勝信官房長官・松野博一官房長官))[7]
- 2022年10月- 警察庁交通局交通規制課長[8][9]
- 2024年11月- 鹿児島県警察本部長[2][4][5][3]